# Hans-Albrecht Schilling

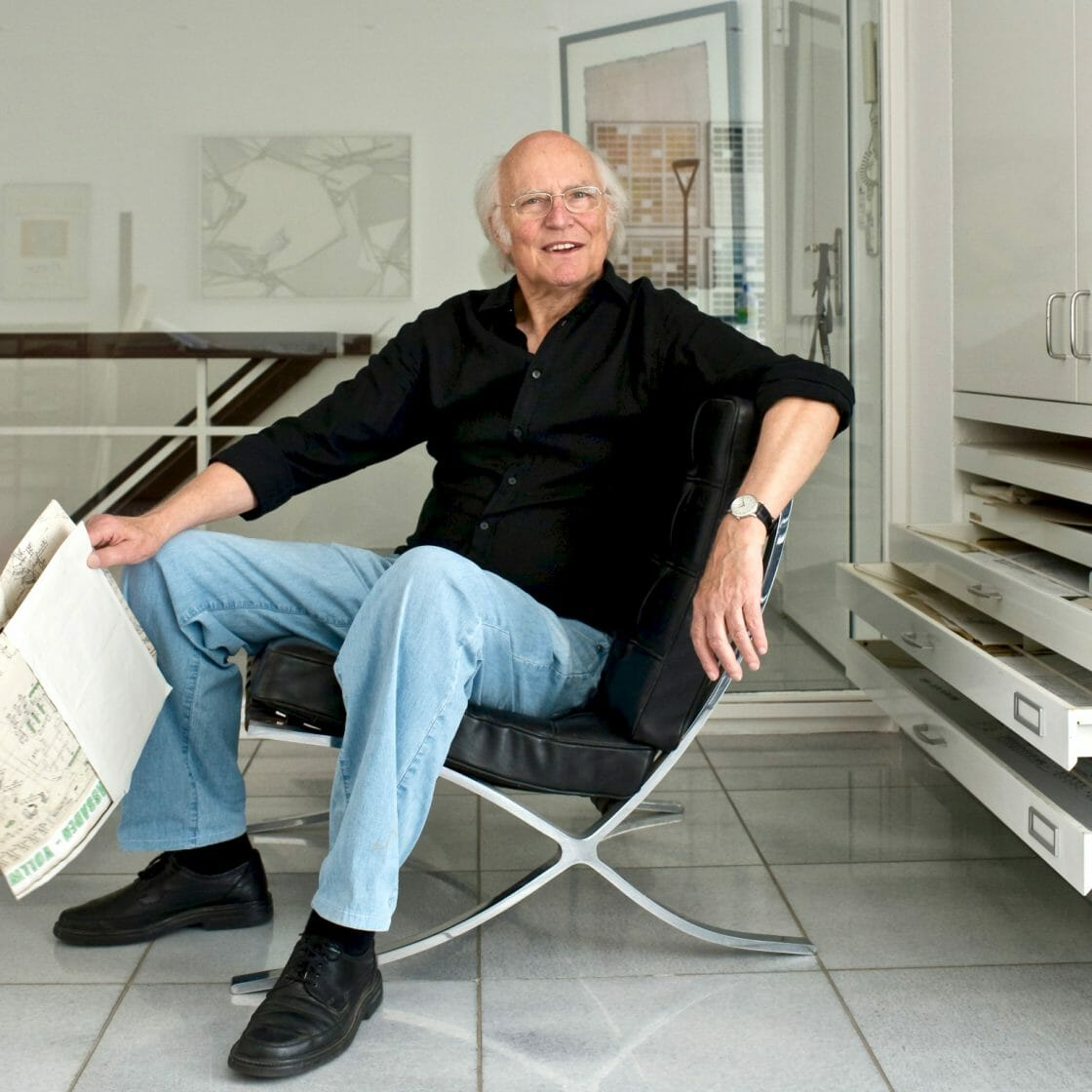
Hans-Albrecht Schilling im Atelier

Hans-Albrecht Schilling (* 9. Februar 1929 in Bremen; † 30. Mai 2021 ebenda) war ein deutscher Künstler, Farbgestalter und Designer.

## Leben
Nach seiner Schulzeit am Alten Gymnasium begann Schilling 1947 ein Studium der Malerei an der Staatlichen Kunstschule in Bremen. Als Bildender Künstler nahm er 1949 mit abstrakten Bildern an „Collecting Point“ in München teil. Bei Wettbewerben des Bremer Senats im Rahmen von „Kunst am Bau“ erhielt er Aufträge für Gemälde und Wandgestaltungen.
Mit Beginn der 1950er Jahre war er in Farbprojekte von Neubauten involviert. Seit der Gründung eines Ateliers für Farbgestaltung 1954 entwickelte Schilling eine eigene Farbpalette von mittlerweile 720 Farbtönen für Architekturgestaltung, Fassaden und Innenanstrich. Im Rahmen der Zusammenarbeit mit dem Stadtplaner und Architekten Ernst May bei den Großsiedlungen Gartenstadt Vahr und Neue Vahr in Bremen (1954–1961) begründete Schilling das Farbdesign als eigenständige Disziplin in der Architektur. Ab 1960 wurde er mit Aufgaben der Farbgebungen von Großsiedlungen in Bremen, Niedersachsen und Bayern betraut, darüber hinaus übernahm er die Farbgestaltung kommunaler und industrieller Bauten. Für Projekte in Nordrhein-Westfalen betrieb er 1980–2006 ein weiteres Atelier in Veere (Niederlande). Ab 1992 kamen Gestaltungskonzepte für Plattenbauten in Ostberlin (Hellersdorf, Marzahn, Friedrichshain), Rostock und Chemnitz hinzu, zudem für Objekte des Denkmalschutzes in Magdeburg und Berlin (Bruno Taut). Große Sanierungsobjekte in vielen deutschen Städten folgten (Lünen, Köln, Hamm, Düsseldorf, Hannover, Braunschweig, Hamburg, Ratingen). 
Im Laufe der Zeit erweiterte sich das Spektrum der Aufgaben zu ganzheitlichen Gestaltungen: Über die Fassaden hinaus schlossen sie Eingänge, Foyers, Flure, Funktionsräume sowie das gesamte Wohnumfeld mit ein. Im Jahr 2007 begann Schilling seine maßgebliche Gestaltungstätigkeit in Bad Aibling bei der Umwandlung eines ehemaligen Militärkomplexes in ein multifunktionales Tagungszentrum.
Für sein umfangreiches, fast siebzig Jahre umspannendes Werk, insbesondere seine farbgestalterische Arbeit, wurde ihm 2020 die Bremer Auszeichnung für Baukultur verliehen.
Hans-Albrecht Schilling lebte in Bremen, er war verheiratet mit Doris Schilling geb. Opper.